# أوبيرون (لغة برمجة)
أوبيرون هي لغة برمجة للأغراض العامة تم نشرها لأول مرة في عام 1987 من قبل نيكلاوس ويرث وأحدث عضو في عائلة ويرثيان من اللغات الشبيهة بألغول (أويلر، ألغول دبليو، باسكال، مودولا، مودولا-2). كان أوبيرون نتيجة جهد مكثف لزيادة قوة مودولا-2، الخليفة المباشر لباسكال، وفي الوقت نفسه لتقليل تعقيده. الميزة الرئيسية الجديدة هي مفهوم امتداد النوع لأنواع التسجيلة. يسمح ببناء أنواع بيانات جديدة على أساس الأنواع الحالية وربطها، انحرافًا عن عقيدة الكتابة الثابتة للبيانات. امتداد النوع هو طريقة ويرث للميراث التي تعكس وجهة نظر الموقع الأصلي. تم تطوير أوبيرون كجزء من تنفيذ نظام تشغيل، يُسمى أيضًا أوبيرون في المعهد الفدرالي السويسري للتكنولوجيا في زيورخ في سويسرا. الاسم مشتق من قمر كوكب أورانوس المسمى أوبيرون.
لا يزال ويرث يحتفظ بأوبيرون وآخر تحديث لمجمع مشروع أوبيرون مؤرخ في 6 مارس 2020.